# گورستان شاه‌آباد
قبرستان شاه آباد مربوط به سده‌های میانه و متاخر دوران‌های تاریخی پس از اسلام است و در شهرستان هرسین، بخش بیستون، دهستان شیرز، ۲۰۰ متری ضلع شمالی روستای شاه آباد سفلی واقع شده و این اثر در تاریخ ۲۶ اسفند ۱۳۸۷ با شمارهٔ ثبت ۲۵۴۸۴ به‌عنوان یکی از آثار ملی ایران به ثبت رسیده است.